# Saint-Germain-d’Aunay
Saint-Germain-d’Aunay település Franciaországban, Orne megyében. Lakosainak száma 117 fő (2022. január 1.). Saint-Germain-d’Aunay La Folletière-Abenon, La Goulafrière, Verneusses, Avernes-Saint-Gourgon, Le Bosc-Renoult, Saint-Aubin-de-Bonneval, Sap-en-Auge és La Ferté-en-Ouche községekkel határos.

## Népesség
A település népessége az elmúlt években az alábbi módon változott:
| Lakosok száma | 173  | 156  | 152  | 146  | 144  | 142  | 133  | 125  | 117  |
|               | 2013 | 2015 | 2016 | 2017 | 2018 | 2019 | 2020 | 2021 | 2022 |